# Iliá Ehrenburg
Iliá Grigórievich (Gírshevich) Ehrenburg (en ruso: Илья́ Григо́рьевич (Ги́ршевич) Эренбу́рг; Kiev, Imperio ruso, 14 de enerojul./ 26 de enero de 1891greg. - Moscú, 31 de agosto de 1967) fue un escritor y periodista soviético de familia judía. Publicó poemas, cuentos, libros de viaje, ensayos y varias novelas.

## Biografía

### Origen judío y joven revolucionario
Nació en Kiev, entonces parte del Imperio ruso, en el seno de una familia judía secular de clase media. Aunque sus padres no estaban religiosamente comprometidos, el pequeño Iliá entró en contacto con las costumbres religiosas del judaísmo a través de su abuelo materno.
Iliá Ehrenburg nunca se unió a una comunidad religiosa, así como tampoco aprendió yidis. Toda su producción literaria la escribió en ruso, incluso durante sus muchos años de exilio. Pero daba gran importancia a su origen y nunca negó su condición de judío. Incluso en un discurso de radio en su 70.º cumpleaños, dijo: «Soy un escritor ruso. Y mientras en el mundo exista un solo antisemita, responderé con orgullo a la cuestión de la nacionalidad: Judío».
A la edad de 4 años, en 1895, la familia se trasladó a Moscú, ya que su padre, Grigori, que era ingeniero, fue contratado como director de una fábrica de cerveza. Iliá Ehrenburg estudió en el Gymnasium de Moscú, donde conoció a Nikolái Bujarin, que estaba dos cursos por encima de él. Mantuvieron su amistad hasta que Bujarin fue ejecutado durante la Gran Purga de 1938.
Durante la Revolución rusa de 1905, Ehrenburg y Bujarin, entonces estudiantes de secundaria, participaron en manifestaciones masivas que fueron violentamente reprimidas. Al año siguiente, Ehrenburg se unió a un grupo clandestino bolchevique. Distribuía ilegalmente los periódicos del partido y pronunciaba discursos en las fábricas y en los cuarteles.
En 1907 fue expulsado de la escuela y, unos meses después, en 1908, arrestado por la policía secreta zarista, la Ojrana, cuando tenía diecisiete años. Pasó cinco meses en prisión, donde fue golpeado (le rompieron algunos dientes). Fue puesto en libertad en espera de juicio, pero en diciembre se exilió en Francia. Ehrenburg eligió París como lugar de exilio porque Lenin estaba allí en ese momento.
En París empezó a escribir poemas, bajo la influencia de las obras de Paul Verlaine, Francis James y Konstantín Balmont, y además se hizo amigo de Picasso, Apollinaire, Fernand Léger y Diego Rivera.
Durante la Primera Guerra Mundial, fue corresponsal en el frente. Su poema Rezo para Rusia se publicó en 1917. Después de volver a su país de origen, vivió en Kiev (donde trabajó como profesor), Járkov, Kerch, Teodosia y Moscú. También viajó a Georgia con Osip Mandelstam. Por ese entonces mantenía una amistad con Vladímir Mayakovski, Marina Tsvetáyeva, Serguéi Yesenin, y Borís Pasternak, quien leería sus poemas. Más tarde, Ehrenburg criticaría la famosa novela de Pasternak Doctor Zhivago por considerarla falsa. Fueron sonados sus romances con Liselotte Mehr y Jadviga Sommer. En su primer matrimonio (1910-1913) con Ekaterina Schmidt tuvo una hija, Irina. En 1919 se casó con su prima, Lyubov Kózintseva, hermana del director de cine Grigori Kózintsev.
Aunque simpatizaba con la revolución, no se sintió a gusto con lo que ocurría en la Unión Soviética y se marchó en 1921. Ese año escribió la que los críticos juzgaron como su mejor novela, Julio Jurenito, que ridiculizaba al Occidente capitalista y al sistema soviético. Vivió en Berlín y Bruselas y desde 1925 en París.
Al proclamarse la Segunda República Española en 1931 viajó con frecuencia a España como corresponsal y escribió España, república de trabajadores (1932). En el I Congreso de la Unión de Escritores Soviéticos en Moscú, en 1934, se opuso a las tesis de Máximo Gorki que abogaba por la doctrina del realismo socialista. Durante la guerra civil española fue corresponsal de Izvestia y escribió los libros No pasarán (1936) y Guadalajara: una derrota del fascismo (1937). Estos escritos lo reconciliaron con los comunistas.

## Corresponsal de guerra y cronista del Holocausto
Pocos días después de la invasión nazi a la Unión Soviética, Ehrenburg se incorporó al departamento editorial del periódico del ejército soviético, Krásnaya Zvezdá (Estrella Roja) como corresponsal de guerra. Sus textos también fueron publicados en gran cantidad de otros medios soviéticos. En los casi cuatro años de guerra, escribió cerca de 1500 artículos, de los que casi 450 fueron en el Krásnaya Zvezdá. También escribió para la United Press, La Marseillaise (órgano de la Francia Libre), así como en medios británicos, suecos y muchos otros medios de comunicación impresos. En reiteradas oportunidades hizo visitas a los frentes de guerra, algunas junto a corresponsales de guerra estadounidenses, como Leland Stowe.
Los artículos de Ehrenburg disfrutaron de gran popularidad, especialmente entre los soldados soviéticos, así como también entre los aliados de la Unión Soviética. Charles de Gaulle lo felicitó por la Orden de Lenin recibida en 1944 por sus artículos de guerra, y le concedió en 1945 la medalla de Caballero de la Legión de Honor.
Ehrenburg jugó un papel especial durante la Segunda Guerra Mundial en la documentación del Holocausto. En agosto de 1941, se celebró un encuentro de prominentes ciudadanos judíos soviéticos en Moscú. Solomón Mijóels, Peretz Markish, Solomón Lozovski, Shakne Epshtein e Iliá Ehrenburg entre otros, se reunieron para incentivar a la comunidad internacional a incrementar el apoyo político occidental a la Unión Soviética contra la Alemania Nazi durante la Gran Guerra Patria. Estos fueron los inicios del Comité Judío Antifascista, que fue establecido en Kúibyshev, actual Samara, Rusia, en abril de 1942 con el apoyo de las autoridades soviéticas.
Junto con otros escritores soviéticos, como Vasily Grossman, fue de los primeros en contemplar los recién liberados campos de concentración nazis y en denunciar el Holocausto. Comenzó a reunir informes sobre la masacre alemana de los judíos, en lo que sería la primera documentación completa del mundo sobre la Shoah: el Libro Negro sobre el genocidio de los judíos soviéticos, con una participación sustancial y con el apoyo de las organizaciones y personalidades judías estadounidenses (incluyendo a Albert Einstein), fue diseñado y fue programado para un lanzamiento simultáneo en los Estados Unidos y la Unión Soviética. Ehrenburg y Grossman trabajaron como editores, aportando sus informes. Los colaboradores fueron Margarita Aliguer, Abraham Sutzkever, Solomón Mijóels y el hispanista y corresponsal de TASS en España en 1937-1939 Ovadi Sávich (Савич, Овадий Герцович). Ehrenburg consideraba especialmente importante una publicación en la Unión Soviética porque conocía muy bien el antisemitismo de sus connacionales.
Los informes recopilados estaban en Znamya y la edición en yidis se encuentra en la colección Merder Fun Felker, pero había cada vez más problemas con la censura soviética ya que los informes sobre las víctimas y los combatientes judíos estaban considerados como una aberración nacionalista. Por último, en 1947 el jefe de propaganda de Stalin, Andréi Zhdánov, prohibió la publicación del Libro negro, en el que recogían documentación y testimonios.

### La propaganda de guerra durante la Segunda Guerra Mundial
En el curso del avance soviético frente al Tercer Reich, Ehrenburg también se hizo célebre por su apología de la violencia más extrema en respuesta a la de los alemanes durante la Operación Barbarroja: «a partir de este momento hemos entendido que los alemanes no son humanos», escribió en 1942, exhortó a «no salvar al hijo en el vientre de su madre» y, como ejemplo ante las violaciones masivas, las juzgó un acto adecuado para elevar la moral de los soldados.

«¡Matad! ¡Matad! En la raza alemana no hay nada aparte de mal. ¡Acabad con la bestia fascista de una vez para siempre en su guarida! Aplicad fuerza y romped el orgullo racial de esas mujeres alemanas. Tomadlas como vuestro despojo legal. ¡Matad! Cuando vuestro asalto avance, ¡matad, bravos soldados del Ejército Rojo!»

En un libro publicado en ruso en 1943, titulado "La Guerra", Ehrenburg proponía tratar a los alemanes como infrahumanos:

«Los alemanes no son seres humanos [...] No debemos hablar más. No debemos emocionarnos. Debemos matar. Si no has matado al menos un alemán en un día, has derrochado ese día [...] Si no puedes matarlo con una bala, mátalo con una bayoneta. Si tu sector del frente está tranquilo, o estás esperando para un gran ataque, mata un alemán mientras tanto. Si dejas un alemán vivo, él matará a un ruso, violará a una rusa. Si ya has matado a un alemán, mata a otro. Nada nos es más grato que un montón de cadáveres de alemanes. No cuentes los días. No cuentes los kilómetros. Cuenta solamente el número de alemanes que has matado. Mata al alemán, es lo que te pide tu abuela. Mata al alemán, es lo que te pide tu hijo. Mata al alemán, es lo que te pide tu patria. No lo olvides. No lo dejes pasar. Mata.»

Posteriormente escribió La caída de París (1941), La tempestad (1949), La novena ola (1952) y El deshielo (1954). Ese año viajó a Chile y visitó a Pablo Neruda, a quien había conocido en París en 1937. Fue además por ese entonces un miembro prominente del Comité Judío Antifascista. El nombre de su última novela dio pie a denominar la época posterior al fallecimiento de Stalin como el deshielo de Jrushchov.
Ehrenburg se convirtió desde 1950 y hasta su muerte en una de las figuras soviéticas más visibles, en diputado del Sóviet Supremo y respetado mensajero del Estado soviético. En 1952 recibió el Premio Lenin de la Paz. Sin ser nunca miembro del Partido Comunista, se movió libremente y visitó distintos países extranjeros, llevando a cabo misiones culturales importantes en pleno período de la Guerra Fría. Se halla enterrado en el cementerio Novodévichi.

## Obras destacadas
- Las extraordinarias aventuras de Julio Jurenito y sus discípulos (1921)
- 13 pipas (1925)
- Citroën 10 H.P. (1925)
- Una calle de Moscú (1927)
- La vida agitada de Lásik Roitschwantz (1928)
- Fábrica de sueños (1931)
- España, república de trabajadores (1932)
- El día segundo (1934)
- No pasarán (1936)
- Guadalajara: una derrota del fascismo (1937)
- La caída de París (1941)
- La tempestad (1949)
- La novena ola (1952)
- El deshielo (1954)
- Gente, años, vida (1960)
- En busca de Chéjov (1962)

## Adaptaciones cinematográficas
- Películas basadas en sus obras

## Obras
- EHRENBURG, Iliá: Las extraordinarias aventuras de Julio Jurenito y sus discípulos. Madrid, Akal, 1994.
- EHRENBURG, Iliá: Gente, años, vida (Memorias 1891-1967). Barcelona, Acantilado, 2014.
- EHRENBURG, Iliá: El Libro Negro New Brunswick, NJ: Transaction Publishers, 2002. En línea. (en inglés)